# 清海鎮 (ASR-21)
清海鎮（チョンヘジン、朝鮮語: 청해진、英: ROKS Cheonghaejin）は、大韓民国海軍の潜水艦救難艦。艦名は全羅南道莞島郡にある統一新羅時代の海上の要塞、清海鎮（チョンヘジン）に由来する。

## 設計
大韓民国海軍の潜水艦戦力の増勢に伴い、これを支援するため、1992年に発注がなされた。大宇重工業ではDW-4000Rとして輸出市場にも提示している。
船型は長船首楼型とされている。主機関はディーゼル・エレクトリック方式とされており、推進発電機はV型16気筒のMAN 16V28/32ディーゼルエンジン（2,950馬力）3基を原動機としており、電動機2基で可変ピッチ・プロペラ2軸を駆動する方式とされた。艦位保持のため、サイドスラスターを艦首に3基、艦尾に2基備えており、これらは主機関とともに、自動艦位保持装置（Dynamic Positioning System, DPS）のサブシステムを構成している。

## 装備
潜水艦救難装置としては、当初はイギリス海軍のLR-5深海救難艇（DSRV）を元にしたLR-5Kを搭載していたが、2008年11月に新型のDSAR-5に更新された。これはイギリスのジェームズ・フィッシャー・ディフェンス社によって建造されたもので、全長9.6メートル、全幅2.7メートル、高さ3.8メートルで、速力は3ノット、水深500メートルまで対応できる。乗員は3名で、一度に要救助者16名を救出できる。また9名用のレスキュー・チェンバーも搭載しており、チェンバー運用時の4点係留のため、大型の係留浮標4基が艦橋前に搭載された。艦尾には、これらの揚降のためのAフレーム・クレーンが備えられている。
潜水作業支援のため、深海潜水装置（DDS）も搭載されている。これは、遭難潜水艦へのDSRVメイティングの支援などのために飽和潜水で潜水士を進出させることを想定したものであるが、また同時に、遭難潜水艦が浸水して、乗員が高圧に曝露されていた場合、飽和潜水の技法を用いた減圧を行ったり、減圧症の治療を行うためでもある。本艦のDDSは、大型の再圧タンクである艦上減圧室（Deck Decompression Chamber, DDC）と、これと連結できる潜水球である人員輸送カプセル（Personnel Transfer Capsule, PTC）によって構成されており、水深300メートルまで対応できる。
また、潜水母艦としての機能も備えており、蓄電池の充電や糧食・燃料・酸素および清水の補給を行うことが出来る。

## 艦歴
2000年の初回実施以降、各国共同の西太平洋潜水艦救難訓練（パシフィックリーチ）に参加している。
2012年には、黄海に落下した北朝鮮の銀河3号ロケットの回収にあたる海難救助隊（SSU）の潜水作業支援船として活動した。SSUの隊員はDDSを用いた飽和潜水によって水深85～88メートルまで進出し、部品の回収に成功した。